# HD 127152
HD 127152，又名CD-40 8729，SAO 224982、HR 5417，是一颗恒星，视星等为6.39，位于銀經322.51，銀緯18.21，其B1900.0坐标为赤經14h 24m 40.4s，赤緯-40° 18.21′ 0″。